# Conchoraptor
Conchoraptor — рід динозаврів овірапторідів, що жили в Азії в епоху пізньої крейди, близько 70 мільйонів років тому. Відомий з утворень Барун Гойот і Немегт у Монголії.

## Опис

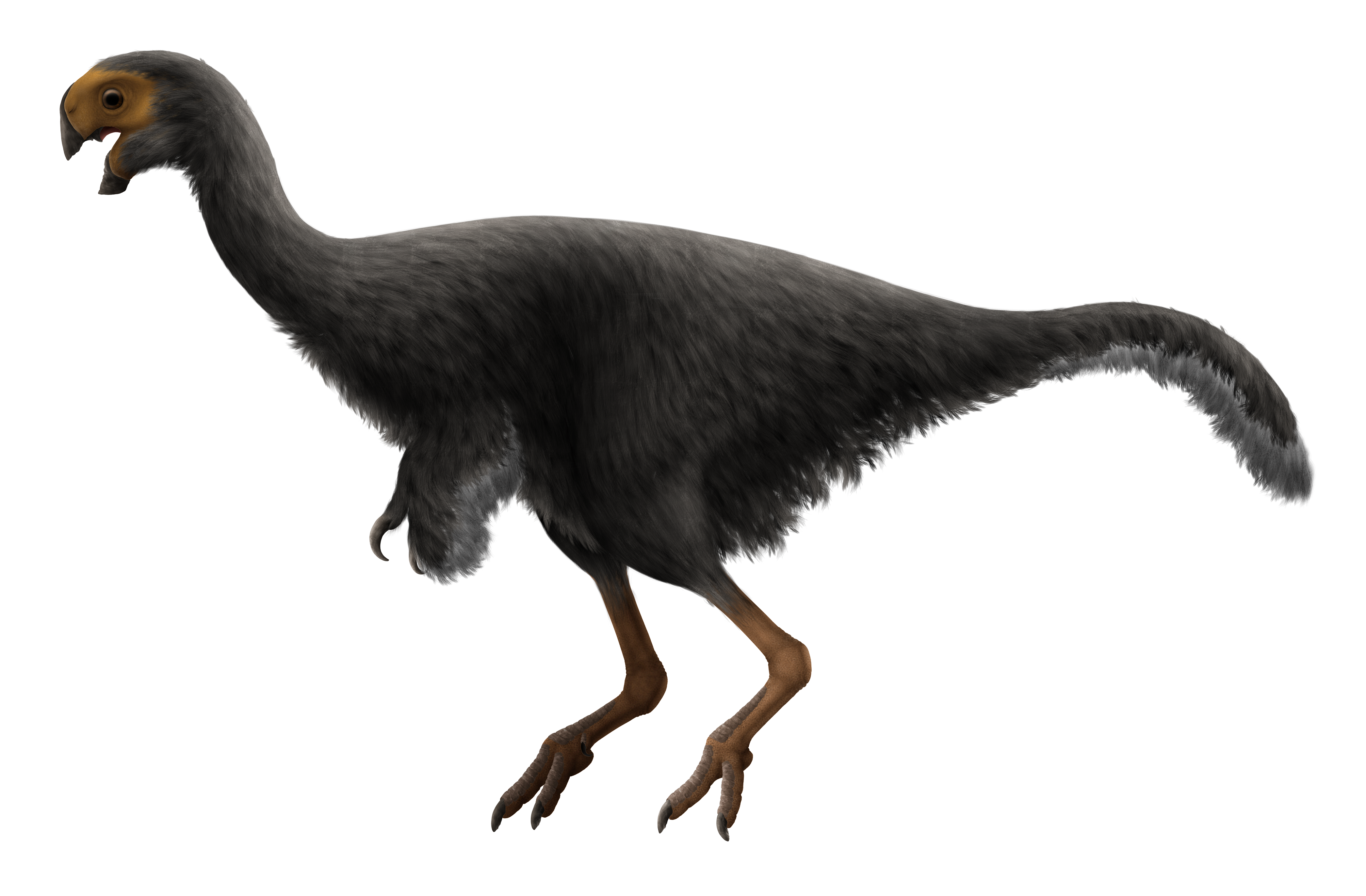
Реконструкція

Конхораптор був маленьким динозавром, всього 1—2 метри в довжину. На відміну від багатьох інших овірапторид, конхораптор не мав головного гребеня. Як і його родичі, у нього були відсутні зуби. Замість зубів у овірапторидів був потужний дзьоб, можливо, пристосований для роздавлювання раковин молюсків. Череп Конхораптора був сильно пневматизований, більшість кісток порожнисті.